# ドン・トリヴァー
ケイレブ・ザッカリー・トリヴァー（Caleb Zackery Toliver、1994年6月12日 - ）は、ドン・トリヴァー（Don Toliver）として知られるアメリカ合衆国のラッパー、歌手である。2018年にデビューミックステープ『Donny Womack』のリリースと、同郷ヒューストンのラッパー、トラヴィス・スコットの3枚目のスタジオ・アルバム『ASTROWORLD』に収録された楽曲「Can't Say」へのフィーチャリングで一躍有名になった。

## 生い立ち
トリヴァーはテキサス州ヒューストンで生まれ育った。彼の父親は2000年代初頭のスウィシャハウス・ムーブメントで活動したラッパーであり、幼少期から彼の周りでは常に音楽が流れていた。若い頃はオペラ歌手であったが、その情熱のためにいじめられたため、ラップの道へ進んだ。

## キャリア

### 2017–2020年：メジャーデビュー、『Donny Womack』、『Heaven or Hell』
2017年12月13日、トリヴァーはデビューシングル「Diva」をリリースし、3日後にもう一つのシングル「I Gotta」を発表した。2018年3月、彼はアトランティック・レコードおよびアメリカの同僚ラッパーであるチェッダ・ダ・コネクトのレコードレーベルWe Run It Entertainmentと、アーティスト・パートナー・グループとの共同で契約した。7月6日、トリヴァーは同郷アメリカのラッパー、Dice Sohoをフィーチャーしたシングル「Holdin' Steel」をリリースした。この曲は彼のデビューミックステープ『Donny Womack』のリードシングルとなり、同ミックステープは8月2日にリリースされた。同時に楽曲「Diamonds」のミュージックビデオも公開された。翌日、アメリカの同僚ラッパーであるトラヴィス・スコットが3枚目のスタジオ・アルバム『ASTROWORLD』をリリースし、トリヴァーは「Can't Say」というトラックにフィーチャーされた。3日後、スコットはトリヴァーを自身のレコードレーベル、カクタス・ジャックと契約した。8月9日、カナダのラッパーナヴが、スコットをフィーチャーしたシングル「Champion」の公式ミュージックビデオを公開。トリヴァーは、両アーティスト、そして同じくカクタス・ジャックと契約している同郷アメリカのラッパー、ガンナとシェック・ウェスと共に、ビデオにカメオ出演している。同年末、スコットはASTROWORLD – Wish You Were Here Tourの第一行程を開始し、すべての公演でトリヴァーをステージに上げて「Can't Say」を共にパフォーマンスしたほか、翌年の第二行程の数公演にも参加した。
2019年5月29日、トリヴァーはシングル「No Idea」をリリースし、この曲は多くのユーザーが自身のビデオのBGMとして使用したことで、最終的にTikTokでバイラルヒットとなった。その後、彼はシングル「Can't Feel My Legs」をリリース。この2曲は、彼の当時近刊予定だったデビュー・スタジオ・アルバム『Heaven or Hell』（2020年）からの、それぞれリードシングルとセカンドシングルとなった。12月27日、カクタス・ジャック・レーベルとトラヴィス・スコットは、スコットがレーベルに契約しているアーティストを表すために使うニックネームにちなんで名付けられたコンピレーション・アルバム『JACKBOYS』をリリースした。トリヴァーはこのアルバムの楽曲「What to Do?」にフィーチャーされ、自身のシングル「Had Enough」も収録された。この曲にはアメリカのラッパーであるクエイヴォとオフセットがフィーチャーされている。彼はまた、シェック・ウェスがパフォーマンスした「Gang Gang」で、スコットや同じくカクタス・ジャックと契約しているLuxury Tax 50と共にアディショナルボーカルを提供した。2020年2月21日、トリヴァーはカナダの歌手ザ・ウィークエンドのAfter Hours til Dawn Stadium Tour（当時はAfter Hours Tourと呼ばれていた）のオープニングアクトを務めることが発表されたが、ツアーは当時進行中だったCOVID-19のパンデミックのため2年後に延期され、結局彼はオープニングを務めなかった。2020年3月13日、トリヴァーは『Heaven or Hell』をリリースし、「Had Enough」も同アルバムに収録された。「After Party」は、6月23日にリズミック・コンテンポラリーラジオに送られ、アルバムからの4枚目かつ最後のシングルに選ばれた。トリヴァーは、レコードレーベルインターネット・マネーおよびガンナとのコラボレーション楽曲「Lemonade」をリリースし、ナヴもフィーチャーされている。この曲は同年、『ビルボード・ホット100』で6位を記録し、ガンナを除く全アーティストにとって最高のチャート成績を収めた。

### 2021–2022年：『Life of a Don』
2021年2月3日、トリヴァーは「L.O.A.D」という頭字語をさりげなくツイートし、これが後に彼の当時近刊予定だったセカンド・スタジオ・アルバム『Life of a Don』を表すものであることが明らかになった。彼は5月4日にアルバムからのリードシングル「What You Need」をリリースした。6月18日には、彼のガールフレンドであるコロンビア系アメリカ人歌手カロルGをフィーチャーしたセカンドシングル「Drugs N Hella Melodies」をリリースした。8月20日、トリヴァーはアメリカのレコードプロデューサーであるスクリレックスおよびカナダの歌手ジャスティン・ビーバーとのコラボレーション楽曲「Don't Go」をリリースした。8月29日、アメリカの同僚ラッパーであるカニエ・ウェストが10枚目のスタジオ・アルバム『DONDA』をリリースし、トリヴァーは同郷アメリカのラッパーであるキッド・カディと共に「Moon」というトラックにフィーチャーされた。トリヴァーはアルバムをサポートするため、9月18日から10月30日まで北米で初のコンサートツアー「Life of a Don Tour」に乗り出した。アルバムは10月8日にリリースされ、同日「Way Bigger」がアルバムからのサードシングルに選ばれた。「Flocky Flocky」（トラヴィス・スコットをフィーチャー）は3日後に4枚目かつ最後のシングルとして選ばれた。

### 2022年–現在：『Love Sick』と『Hardstone Psycho』
2022年4月3日、トリヴァーはバラとCDの絵文字と共に「LOVESICK」という単語をツイートし、彼の当時近刊予定だったサード・スタジオ・アルバムが『Love Sick』と題されることをさりげなく示唆した。4月22日、トリヴァーは同郷アメリカのラッパー、プシャ・Tのアルバム『It's Almost Dry』の一部として、リル・ウージー・ヴァートと共にシングル「Scrape It Off」にフィーチャーされた。ちょうど1週間後、彼はジャスティン・ビーバーのシングル「Honest」にフィーチャーされ、両アーティストはこの曲を同日ヒューストン、2日後ダラスでのビーバーのJustice World Tourでライブで披露した。9月6日の『GQ』とのインタビューで、トリヴァーは『Love Sick』のジャンルを「未来的なR&Bとソウル」と表現し、カロルGがゲスト参加することを確認した。3日後、ナヴは4枚目のスタジオ・アルバム『Demons Protected by Angels』をリリースし、これにはトリヴァーとのコラボレーション曲で、同郷アメリカのラッパーフューチャーをフィーチャーした「One Time」が収録されている。11月18日、トリヴァーは『Love Sick』からのリードシングルとなる「Do It Right」をリリースした。12月2日、アメリカのレコードプロデューサー、メトロ・ブーミンがセカンド・スタジオ・アルバム『Heroes & Villains』をリリースし、トリヴァーは「Too Many Nights」（フューチャーと共に）、「Around Me」、「I Can't Save You (Interlude)」（フューチャーと共に）の3曲にフィーチャーされた。ちょうど1週間後、アメリカのシンガーソングライターであるシザがセカンド・スタジオ・アルバム『SOS』をリリースし、トリヴァーは「Used」というトラックにフィーチャーされた。2023年初頭、トリヴァーはアルバムのタイトルが書かれたホワイトボードの写真をInstagramのストーリーに投稿し、『Love Sick』のティーザーを続けた。彼は2月15日にアルバムからのセカンドシングル「4 Me」（カロルGをフィーチャー）をリリースした。2日後、彼はサードシングル「Leave the Club」をリリースし、これには同郷アメリカのラッパーであるリル・ダークとグロリラがフィーチャーされており、同時にアルバムのリリース日とカバーアートも公開した。トリヴァーは6日後にトラックリストとフィーチャリングアーティストを明らかにした。『Love Sick』は2月24日にリリースされ、トリヴァーはその日の夕方、アルバムのデラックスエディションがまもなくリリースされることを確認し、当時未発表だった楽曲「Embarrassed」（トラヴィス・スコットをフィーチャー）のスニペットを再生するティーザービデオを公開した。この曲は4日後に追加された4曲のうちの1曲としてリリースされた。「Private Landing」（ジャスティン・ビーバーとフューチャーをフィーチャー）は、3月14日にリズミック・コンテンポラリーラジオに送られ、アルバムからの4枚目のシングルとして選ばれた。トリヴァーはアルバムをサポートするため、2度目のコンサートツアー「Love Sick Tour」に乗り出し、北米では6月16日から7月23日まで、ヨーロッパでは10月6日から10月22日まで開催した。
2024年2月1日、トリヴァーはLove Sick Tourのヨーロッパ行程やその他のパフォーマンスで披露していたシングル「Bandit」をリリースした。同日、彼はTwitterで近々新しいアルバムをリリースすることを明かした。3月13日、彼はソーシャルメディアへの投稿を通じて、その年の夏にリリースされることを明らかにし、同時にそのタイトルも密かに明かした。翌日、彼はシングル「Deep in the Water」をリリース。この曲は「Bandit」の公式ミュージックビデオで以前からティーザーされていた。これら2曲は、彼の当時近刊予定だった4枚目のスタジオ・アルバム『Hardstone Psycho』からの、それぞれリードシングルとセカンドシングルとなった。3月17日、カリフォルニア州イングルウッドのSoFiスタジアムで開催されたヒップホップ音楽フェスティバルローリング・ラウドでのパフォーマンス中に、彼はアルバムのタイトルを確認し、当時未発表だった収録曲「Tore Up」を初披露した。5月22日、トリヴァーはアルバムからの3枚目かつ最後のシングル「Attitude」をリリースし、これには同郷アメリカの歌手チャーリー・ウィルソンと同郷アメリカのラッパー兼レコードプロデューサーのキャッシュ・コバーンがフィーチャーされており、同時にリリース日も明らかにした。彼は自身の30歳の誕生日である2024年6月12日にトラックリストを公開した。『Hardstone Psycho』は6月14日にリリースされた。11日後、『GQ』とのインタビューで、トラヴィス・スコットとのコラボレーション・スタジオ・アルバムの可能性を示唆した。8月3日、カニエ・ウェストとタイ・ダラー・サインはスーパーデュオ¥$名義でセカンド・スタジオ・アルバム『Vu
ltures 2』をサプライズリリースし、これにはトリヴァーとプレイボーイ・カルティのコラボレーションで、コダック・ブラックをフィーチャーした「Field Trip」が収録されている。トリヴァーは、『Hardstone Psycho』をサポートするため、3度目のコンサートツアー「Psycho Tour」を北米で10月12日から11月21日まで開催した。
2025年2月9日、SZAは再発盤スタジオ・アルバム『Lana』（2024年）から4曲の追加トラックをリリースし、トリヴァーは「Joni」にフィーチャーされた。3日後、トリヴァーの前作アルバム『Love Sick』のデラックスエディションに収録されている「No Pole」が、リズミック・コンテンポラリーラジオに送られ、アルバムからの5枚目かつ最後のシングルとして選ばれた。この曲は2024年後半にTikTokを通じて人気を博し、リリースから約2年間チャートインしなかった後、多数の音楽チャートにランクインした。2月21日、トリヴァーは彼が「Speedy」と名付け、アーティストとしてクレジットしたルイ・ヴィトンのバッグ、および韓国のラッパーJ-HOPEとのコラボレーション楽曲「LV Bag」をリリースし、これにはアメリカのミュージシャン、ファレル・ウィリアムスがフィーチャーされている。4月30日、彼は映画『F1』のサウンドトラック・アルバムからのリードシングルとして「Lose My Mind」（ドージャ・キャットをフィーチャー）をリリースした。トリヴァーはPsycho Tourをヨーロッパで5月13日から6月13日まで継続した。6月27日にはシングル「FWU」をリリースした。来月のある時期には、カクタス・ジャック・レーベルとトラヴィス・スコットが、2019年のアルバムの続編となるコンピレーション・アルバム『JACKBOYS 2』をリリースする予定である。

## 私生活
彼は2020年からアメリカの歌手カロルGと交際している。2024年1月、彼はカロルGとの間に第一子を授かったことを発表し、2ヶ月後には息子の誕生を祝った。3月14日、トリヴァーはカロルGと息子に捧げた楽曲「Deep in the Water」をミュージックビデオと共にリリースした。
2024年4月、トリヴァーはカリフォルニア州サンフェルナンド・バレーでスピード違反とDUIで高速道路警察に止められた。彼は刑務所に収監されず、代わりに召喚状が発行され、同乗者の監督下に置かれて解放された。

## ディスコグラフィ
スタジオ・アルバム
- 『Heaven or Hell』（2020年）
- 『Life of a Don』（2021年）
- 『Love Sick』（2023年）
- 『Hardstone Psycho』（2024年）